# Jakub Navrátil
Jakub Navrátil (* 1. února 1984, Tábor, Československo) je bývalý český fotbalový obránce, naposledy působil v týmu FC MAS Táborsko. Mimo Česko působil na klubové úrovni v Turecku a Itálii. Po ukončení kariéry se stal předsedou fotbalové akademie Táborska.
V červnu 2017 byl valnou hromadou zvolen do vedení Hráčské fotbalové unie (HFU), kde zastává roli člena Kontrolní komise.

## Klubová kariéra
S fotbalem začal v klubu FK Tábor. V letech 2002–2007 hrál v Příbrami. V zimním přestupovém období sezony 2007/08 přestoupil do Viktorie Plzeň. Té postupně pomohl ve vzestupu. V zimě mistrovské sezony 2010/11 (konkrétně v lednu 2011) spolu s Tomášem Radou přestoupil do tureckého Sivassporu, kde podepsal smlouvu na 3½ roku (do června 2014).

### FK Mladá Boleslav
V červnu 2014 po skončení smlouvy se vrátil do České republiky, zamířil do Mladé Boleslavi, kde podepsal tříletý kontrakt. Boleslav se představila ve 2. předkole Evropské ligy UEFA 2014/15 proti bosenskému týmu NK Široki Brijeg. V úvodním domácím střetnutí 17. července 2014 (výhra 2:1) nemohl nastoupit, platil mu čtyři roky starý trest z evropských pohárů proti tureckému Beşiktaşi. Na postu beka ho v sestavě nahradil devatenáctiletý Lukáš Hůlka, který v české lize neměl na kontě dosud jediný start. V odvetě v Bosně 24. července již nastoupil. Boleslav vyhrála přesvědčivě 4:0 a postoupila do 3. předkola proti Olympique Lyon, kde vypadla. V létě v týmu předčasně skončil.

### FC MAS Táborsko
V říjnu 2015 podepsal půlroční smlouvu s Táborskem, s nímž trénoval před startem sezony 2015/16.

### SS Juve Stabia
V lednu 2016 na půl roku posílil třetiligový italský tým SS Juve Stabia.

### FC MAS Táborsko, návrat a konec kariéry
V létě 2016 se vrátil do klubu FC MAS Táborsko. V roce 2023 zde ukončil kariéru a stal se vedoucím A- týmu a předsedou fotbalové akademie Táborska.

## Úspěchy

### Klubové
FC Viktoria Plzeň
- 1× vítěz 1. české ligy (2010/11)
- 1× vítěz českého fotbalového poháru (2009/10)